# ウジェーヌ・ドーファン
ウジェーヌ・ドーファン（Eugène Dauphin、フルネーム: Eugène Marie Baptistin Émile Dauphin、1857年11月30日 - 1930年1月27日）はフランスの画家である。港や船舶を描く海洋画家となった。

## 略歴
フランスの港町、トゥーロンで生まれた。父親は成功した実業家で、トゥーロンのストラスブール大通りに多くの建物を所有していた。21歳になった1878年にエコール・サントラルに入学して工学を学ぶ目標を断念して、画家の道に進んだ 。
トゥーロンの風景画家、フレデリク・モンテナールがオクターヴ・ガリアンやギュスターヴ・ガローと開いたスタジオに加わり、フランソワ・ナルディらとともに学び、トゥーロンの指導的な海洋画家ヴィンセント・コルドゥアンに学んだ後、パリにでて、アンリ・ジェルベクスにも学んだ。
1880年からフランス芸術家協会の展覧会に出展を始め、1887年に選外佳作、1888年に3等メダルを受賞した 。国民美術協会の展覧会に出展し、正会員となった。1889年に海軍の公式画家( peintre de la Marine)に任命された。1889年のパリ万国博覧会の展覧会に出展し、銅賞を受賞した。1898年に建設されたトゥーロンのオペラ座(Opéra de Toulon)の装飾画の制作にも参加した。
1895年にレジオンドヌール勲章（シュヴァリエ）を受勲した。

## 作品

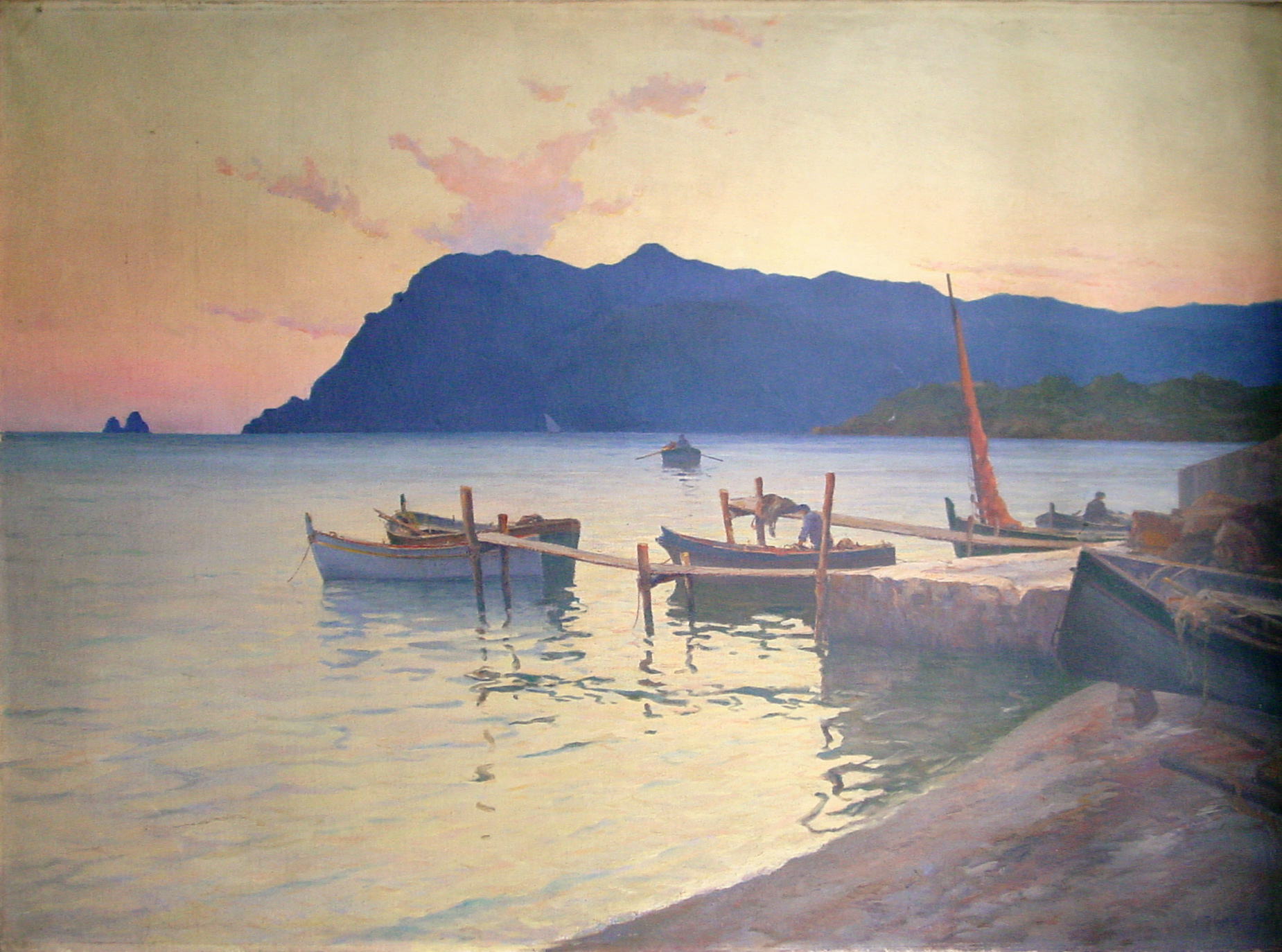
トゥーロンの漁港の風景
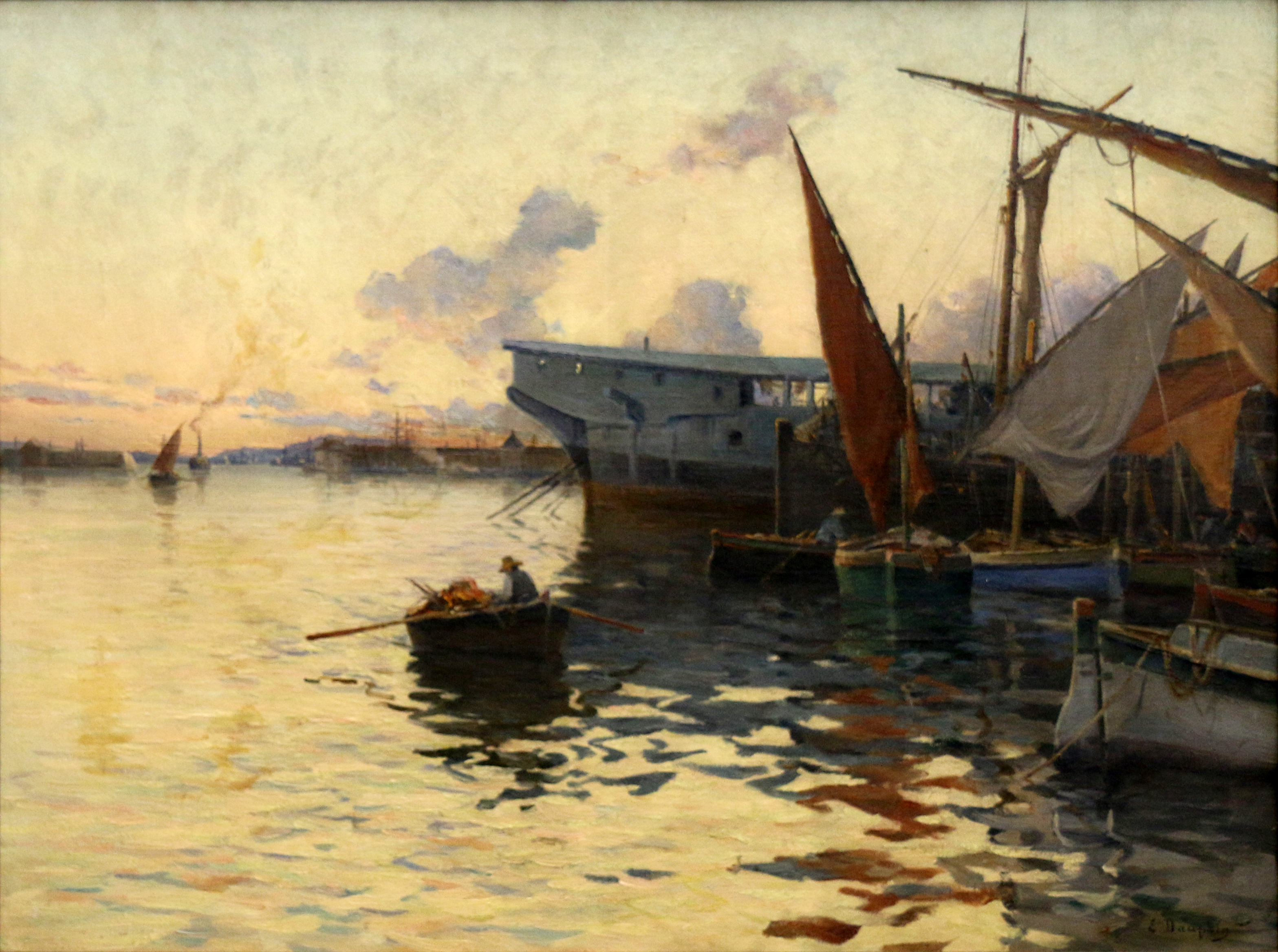
雑役船(La Patache)
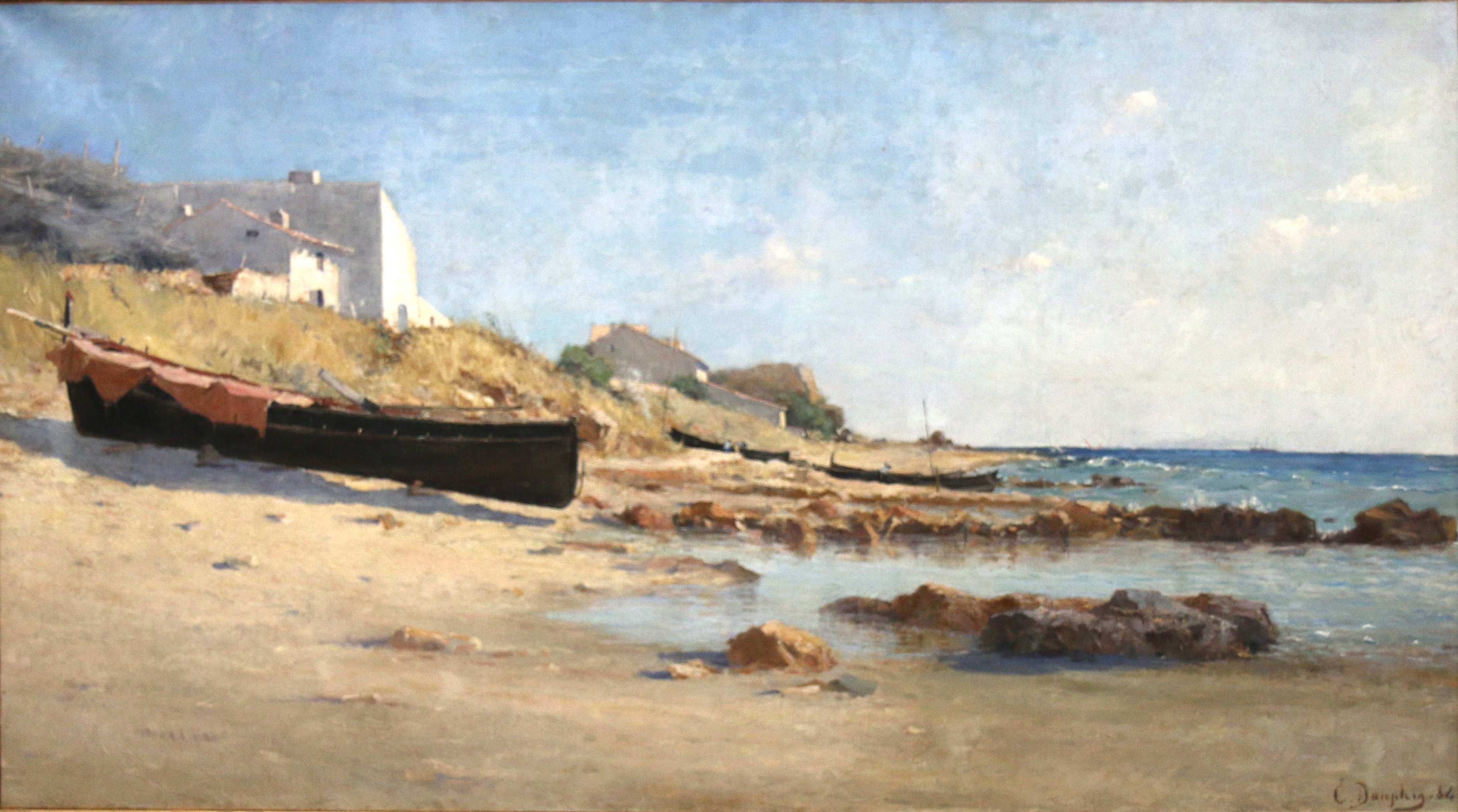
サブレットの風景
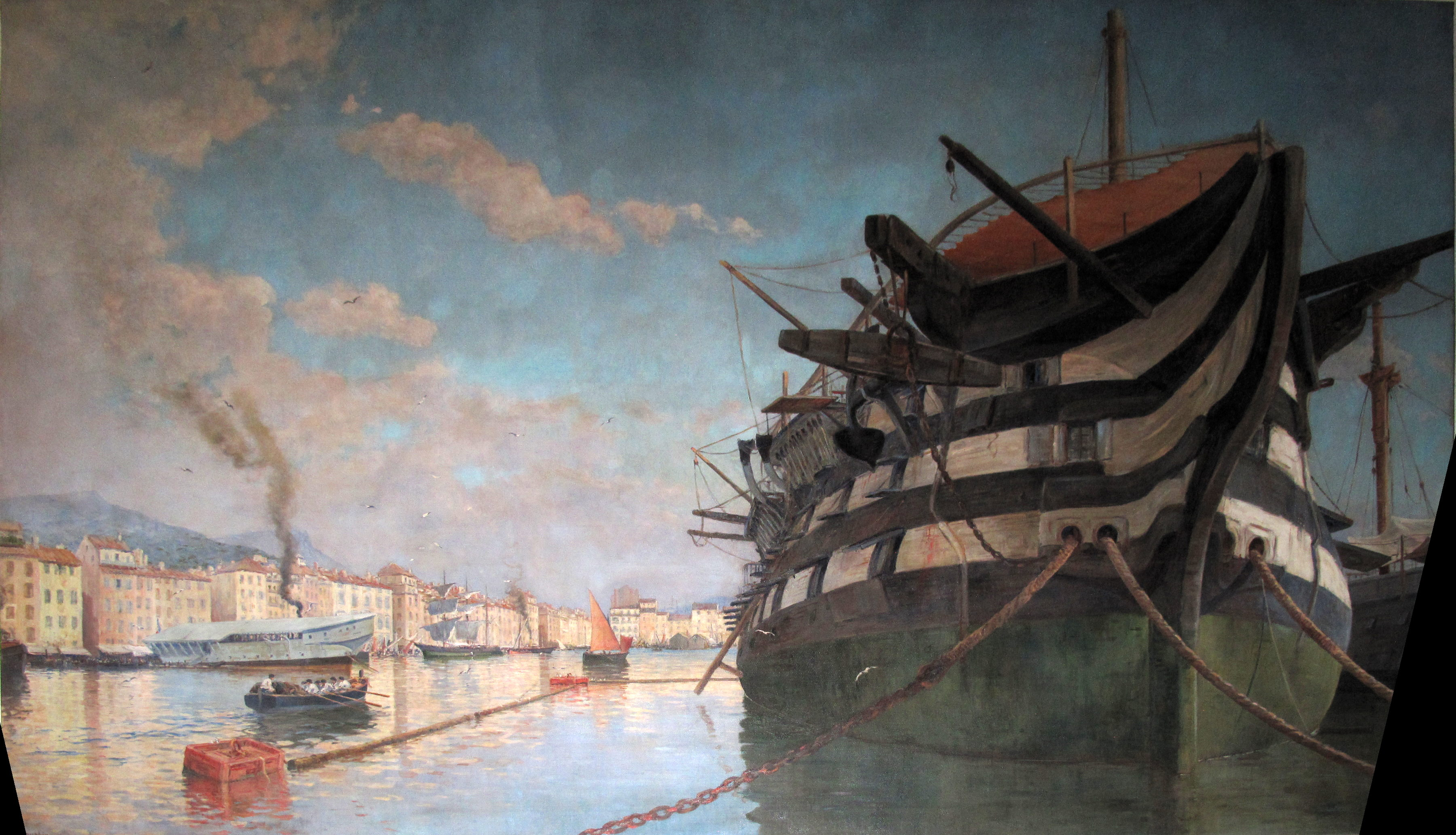
トゥーロン港